# Livezile
Livezile es una comuna ubicada en el distrito de Timiș, Rumania.

## Superficie
Posee una superficie de 55,79 kilómetros cuadrados.

## Demografía
Hasta 2021 la población era de 1374 habitantes, con una densidad de población de 24,63 habitantes por kilómetro cuadrado.